# Чудовищният парадокс
„Чудовищният парадокс“ (на английски: The Cloverfield Paradox) е американски филм от 2018 г. на режисьора Джулиус Онах. Главните роли се изпълняват от Гугу Мбата Рау, Дейвид Ойело, Даниел Брюх и Джон Ортиз. Той втори от филмовата поредица „Чудовищно“ на Джей Джей Ейбрамс, след Чудовищно и Ул. Чудовищно 10.

## Сюжет
През 2028 година екип от група учени на борда на станция „Кловърфилд“ активират нов адронен колайдер, но по този начин освобождават ужаса на „Чудовищния парадокс“, който застрашава Земята и цялото човечество.